# Dino Zoff
Dino Zoff (Mariano del Friuli, Itàlia, 28 de febrer del 1942) és un exfutbolista i entrenador de futbol italià.
Va iniciar tardanament la seva carrera en el Marianese (un equip del seu poble) el 1961. Dos anys després, el 1963, fitxaria per l'Udinese Calcio, i dos anys més tard va ser transferit a l'A.C. Mantova, on es forjaria com a porter durant 4 anys. El 1967 passaria a jugar pel SSC Napoli durant 5 temporades, acabant la seva etapa com a jugador a la Juventus FC.
Amb la selecció italiana jugà entre 1968 i 1982, per un total de 112 partits, 59 d'ells com a capità. Disputà quatre Mundials, entre 1970 i 1982, essent finalista el 1970 i campió el 1982.
El novembre de 2003 fou nomenat Golden Player d'Itàlia com el futbolista del país més destacat dels darrers 50 anys.

## Trajectòria

### Com a jugador
- Udinese Calcio (1961 a 1963).
- AC Mantova (1963 a 1967).
- SSC Napoli (1967 a 1972).
- Juventus FC (1972 a 1983).

### Com a entrenador
- Juventus FC (1988 a 1990).
- SS Lazio (1990 a 1994; 1997 i 2001).
- Selecció italiana de futbol (1998 al 2000).
- ACF Fiorentina (2005).

## Palmarès

### Com a jugador
- 1968 Campionat d'Europa de futbol
- 1973 Serie A
- 1975 Serie A
- 1977 Serie A
- 1977 Copa de la UEFA
- 1978 Serie A
- 1979 Coppa Italia
- 1981 Serie A
- 1982 Serie A
- 1982 Copa del Món de futbol
- 1983 Coppa Italia

### Com a entrenador
- 1990 Coppa Italia
- 1990 Copa de la UEFA